# Barbara Robertson
Barbara Frances Robertson (Ocean Falls, 4 maggio 1941 – 24 marzo 2017) è stata una cestista, allenatrice di pallacanestro e pallavolista canadese.

## Carriera
Giocò a livello universitario alla University of British Columbia. Con il Canada ha disputato i Giochi panamericani di Winnepeg 1967, vincendo la medaglia di bronzo.
Come allenatrice condusse il Canada alla medaglia di bronzo ai Giochi panamericani di Winnipeg del 1967.
Nel 2012 è stata introdotta nella UBC Sports and Basketball BC Halls of Fame.